# Anselm Hemberger
Der Mord an dem promovierten Oberlehrer Anselm Hemberger (* 23. Dezember 1859 in Hettingen (Buchen); † 1918 in Berlin), einem ehemaligen katholischen Geistlichen der Diözese Würzburg, gehörte zu den aufsehenerregendsten Verbrechen der Zeit unmittelbar nach dem Ersten Weltkrieg. Für manche Historiker gelten die von einer Frau angestiftete Tat und der Strafprozess als Zeichen einer Verrohung der Männer durch den Krieg und eines Widerstands der Frauen gegen eheliche Gewalt.

## Tathergang

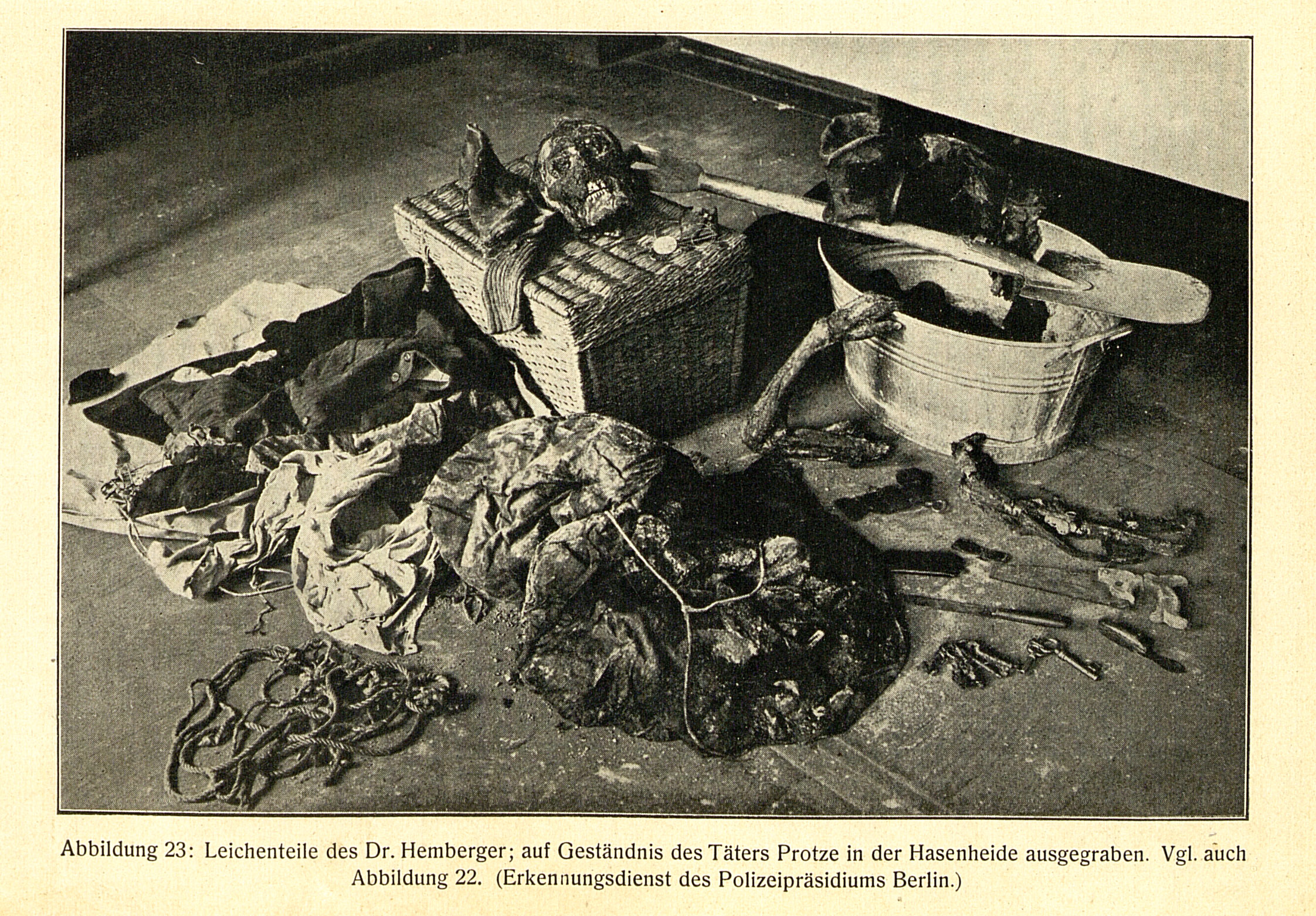
Ausgegrabene Gliedmaßen und Kopf von Anselm Hemberger

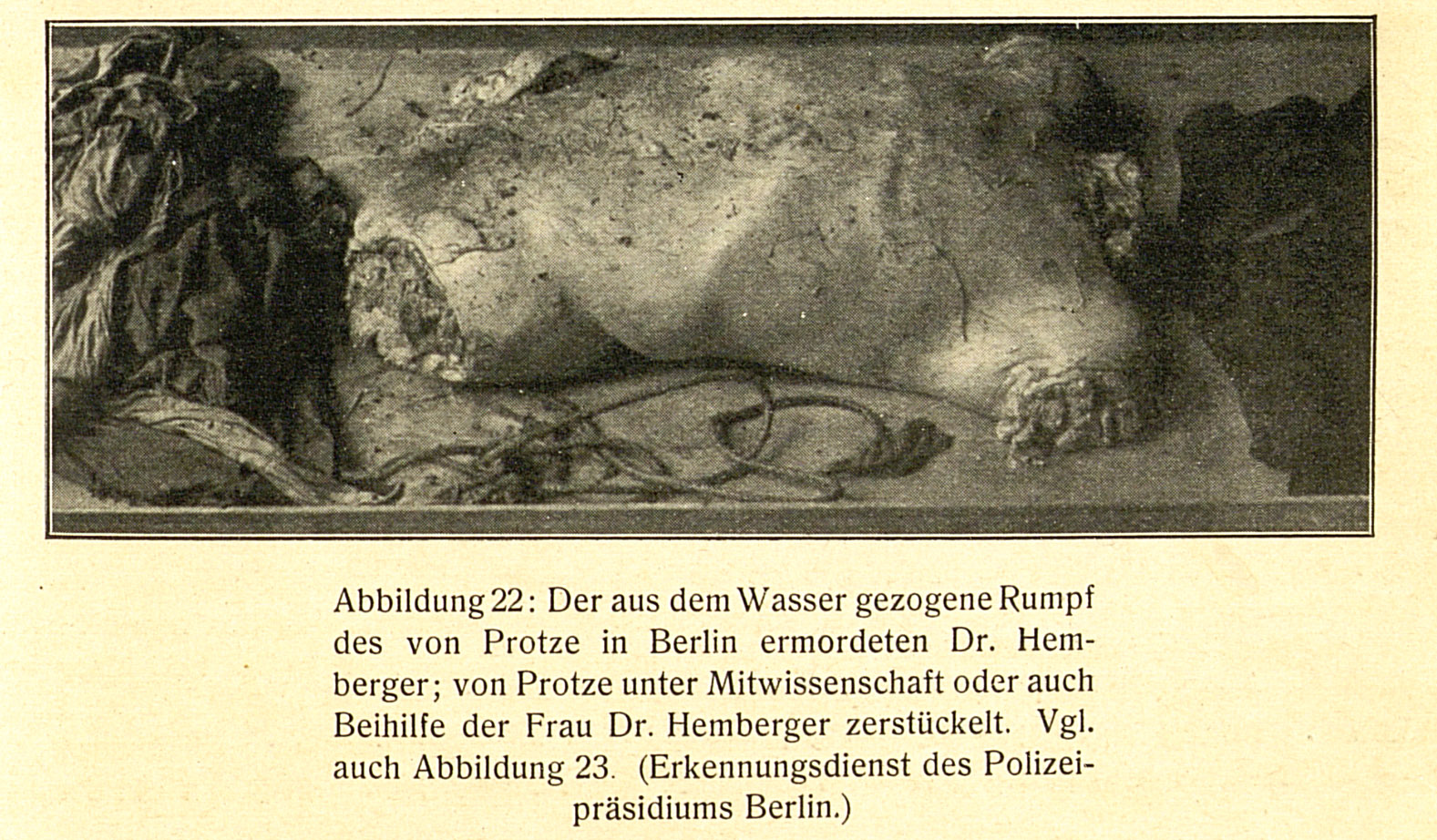
Aus dem Landwehrkanal geborgener Torso des Opfers

Die Ehe zwischen Anselm und Elisabeth Hemberger, geb. Grassme wurde am 27. April 1909 geschlossen; sie war 24, er 49 Jahre alt. Aus der Ehe gingen zwei Söhne (* 1911 und 1916) hervor. Wegen brutaler Übergriffe und Vergewaltigungen, so die übereinstimmende Beurteilung später im Prozess, zog Elisabeth mit den Söhnen in eine andere Wohnung. Ihr Mann entführte die Kinder von der Straße weg und steckte sie in ein Findelheim. Elisabeth unterhielt ein Verhältnis mit ihrem 13 Jahre jüngeren Neffen Walter Protze, der als Soldat im Krieg diente und in Breslau verheiratet war, und bat ihn 1918, ihr dabei zu helfen, ihren Ehemann zu töten. Protze erschoss den Lehrer in der Berliner Urbanstraße mit zwei Schuss in den Kopf. Das Paar legte den Leichnam in die Badewanne, trennte mit einem Fleischermesser und einer Holzsäge Kopf und Extremitäten vom Rumpf ab, verpackte die Körperteile in Taschen und Körbe und versenkte sie im Landwehrkanal bzw. vergrub sie am Flugfeld in Tempelhof. Sodann meldete Elisabeth Hemberger ihren Mann als vermisst.
Wenig später, am 26. Dezember 1918, fand die Polizei in Grünau die Leiche eines Suizidanten (der sich später als Georg Hermann Gottfried Böttcher herausstellte). Elisabeth Hemberger identifizierte sie als ihren Mann. Damit schien der Fall abgeschlossen.
Vom entscheidenden Detail, wie der Fall ans Licht kam, gibt es zwei Versionen. Die eine besagt, dass im Juni 1920 der Kriminalpolizist Riemann von Walter Protzes Ehefrau in Breslau einen Brief mit dem Hinweis erhielt, Elisabeth Hemberger habe ihren Mann zum Mord an Anselm Hemberger angestiftet. Riemann nahm Ermittlungen auf und brachte Elisabeth zu einem Geständnis. Die zweite Variante besagt, dass Walter Protze sich wegen seines schlechten Gewissens 1920 selbst der Polizei stellte, die ihn zunächst für verrückt hielt, dann der Sache aber nachging. Am 5. Juni 1920 wurde Protze verhaftet, am 9. Juni legte er das offizielle Geständnis ab. Die Leichenteile wurden geborgen.

## Strafprozess
Am 6. Oktober 1921 begann der Mordprozess gegen den Neffen und seine Tante. Der Andrang Schaulustiger war so groß, dass es an den Tagen danach Proteste in der Berliner Bevölkerung gab, nicht in den Gerichtssaal eingelassen zu werden. In der deutschen Presse lief die Verhandlung unter der Schlagzeile des „Gattenmordprozesses“. Die Kommentatoren spalteten sich in zwei Lager: Während die einen der Angeklagten Verständnis entgegenbrachten, weil sie der extremen Gewalt in der Ehe ausgesetzt war, dämonisierten die anderen sie: Elisabeth Hemberger habe ihren viel jüngeren und vom Krieg traumatisierten Neffen kaltblütig ausgenutzt und zum Gattenmord getrieben. Auch die ausländische Presse berichtete über den nur vier Tage währenden Prozess, denn er enthielt die einzigartige Mischung aus Sex, Politik, Psychologie, Chauvinismus und Frauenemanzipation.
Am 11. Oktober 1921 verkündete das Schwurgericht das überraschende Urteil: Elisabeth Hemberger erhielt zweieinhalb Jahre Haft, ihr Geliebter Werner Protze fünf Jahre. Noch im Gerichtssaal kam es zu Aufruhr. Im Saal waren ungewöhnlich viele Frauen, die im Unterschied zu den Männern das Strafmaß für die Anstifterin nicht für zu gering hielten.
Der Fall beschäftigte in den Folgejahren die kriminalpsychologische Forschung. Einer ihrer Begründer, Erich Wulffen, kam zu dem Schluss, dass das Urteil unausgewogen war, weil das Gericht übersehen habe, dass Protze als psychischer Krüppel nur ein Werkzeug für die intellektuelle Frau gewesen sei.